# NGC 5866
NGC 5866 (también llamada Galaxia Eje) es una galaxia lenticular relativamente brillante vista de canto en las constelación Draco. Algunos astrónomos creen que la NGC 5866 puede ser el Messier 102 si efectivamente el M102 no fue una entrada doble errónea para el M101.
Cabe destacar que, aunque sea clasificada como galaxia lenticular, puede ser en realidad una galaxia espiral de tipo temprano; de hecho, una investigación reciente muestra formación estelar, aunque muy modesta, en ella, así como la presencia de cierta cantidad de gases fríos.
Un halo muy débil de estrellas rodea a esta galaxia, el cual se ha interpretado como los restos de una galaxia menor absorbida por ella.
Junto con NGC 5879 y NGC 5907 forma un pequeño grupo de galaxias, llamado Grupo de NGC 5866.
El NGC 5866 fue probablemente descubierto por Pierre Méchain o Charles Messier en 1781, e independientemente encontrado por William Herschel en 1788.